# Kathedrale von Saint-Pons-de-Thomières

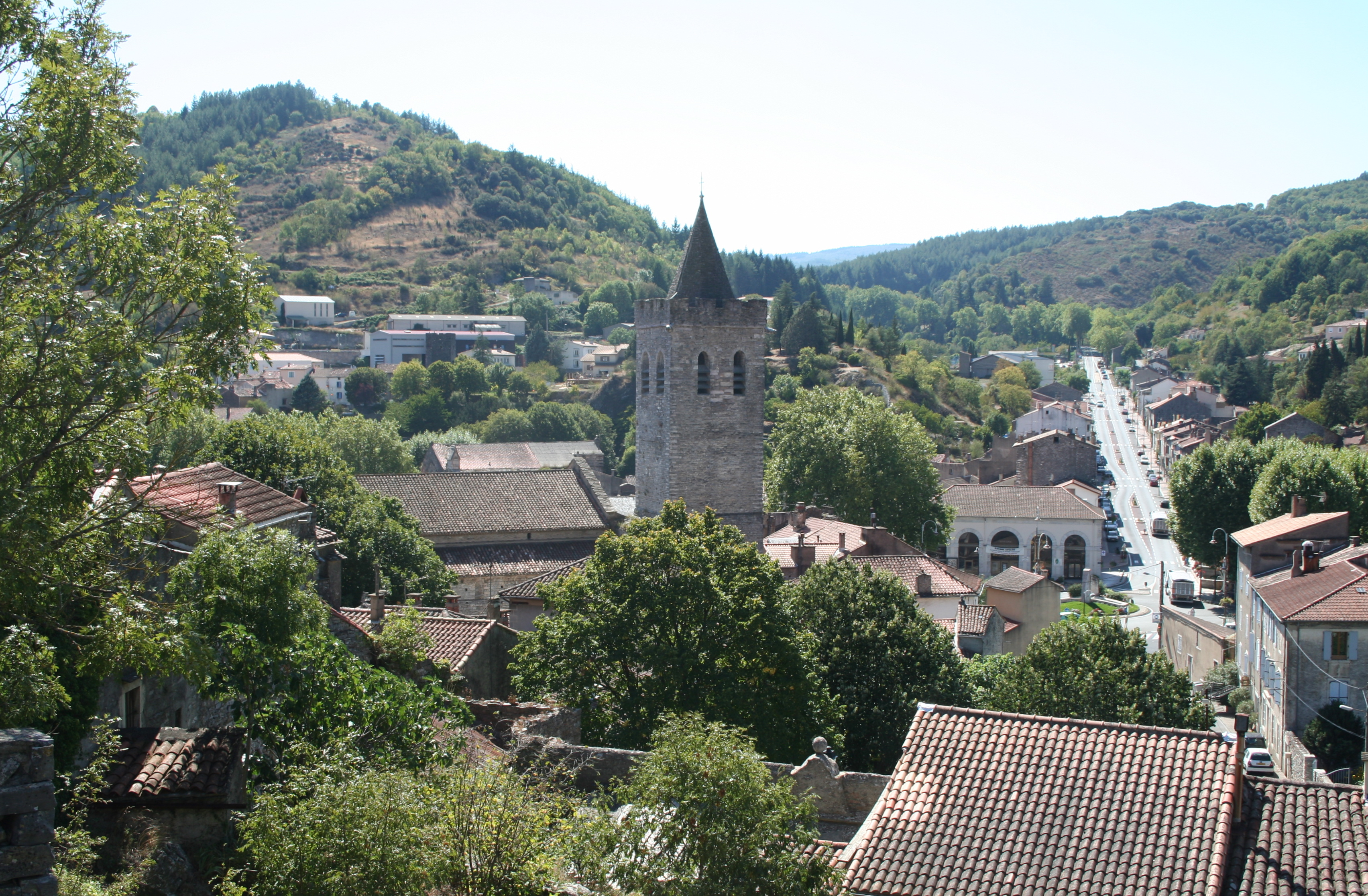
Saint-Pons-de-Thomières mit Nordwestturm der ehemaligen Kathedrale

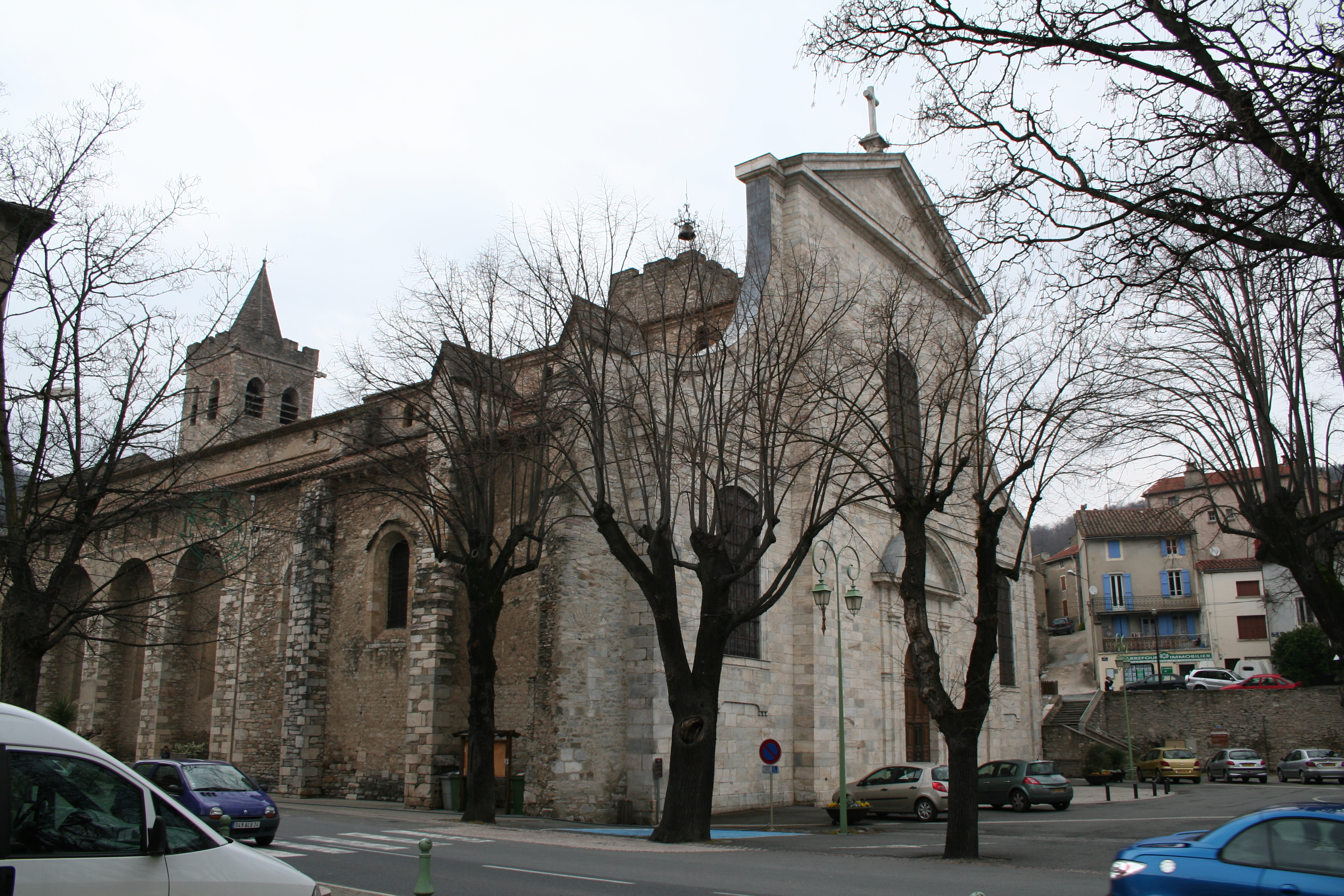
Kathedrale von Südosten

Die ehemalige Kathedrale von Saint-Pons-de-Thomières in der etwa 2.000 Einwohner zählenden Kleinstadt Saint-Pons-de-Thomières im Département Hérault in der Region Okzitanien im Süden Frankreichs ist zu Ehren des hl. Pontius von Cimiez geweiht. Der Kirchenbau ist bereits seit dem Jahr 1840 als Monument historique anerkannt.

## Geschichte
Das Bistum Saint-Pons-de-Thomières wurde in den Jahren 1317/8 durch einen Erlass des in Avignon residierenden Papstes Johannes XXII. vor dem Hintergrund der Albigenserkriege gegründet. Zu diesem Zweck wurde das Erzbistum Narbonne aufgeteilt und ein bereits seit dem 10. Jahrhundert existierendes und von Graf Raimund III. von Toulouse gegründetes Benediktinerkloster in Saint-Pons-de-Thomières aufgelöst. Die ehemalige – bereits befestigte – Abteikirche aus der zweiten Hälfte des 12. Jahrhunderts wurde in eine Bischofskirche umgewandelt, ohne dass zunächst bauliche Veränderungen vorgenommen wurden.
Erst im 15. Jahrhundert wurde der romanische Chor zugunsten eines gotischen Neubaus abgerissen, der jedoch in den Anfängen steckenblieb. Im Jahr 1567 zerstörten die Hugenotten die ehemaligen Klostergebäude und Teile der Kathedrale. Im Jahr 1711 schloss man die Ostseite der halben Ruine durch eine barock-klassizistische Portalfassade, verlegte den Altar in den Westen der Kirche und vermauerte das romanische Westportal. Der heutige Altar mit rötlichem Marmor aus Caunes-Minervois und weißem aus Italien stammt aus dem Jahr 1768; das kunstvoll gestaltete und teilweise vergoldete schmiedeeiserne Chorschrankengitter wurde drei Jahre später eingebaut.
In der Zeit der Französischen Revolution war der Bau zeitweise geschlossen. Durch das zwischen Napoleon und Papst Pius VII. geschlossene Konkordat von 1801 wurde das Bistum Saint-Pons-de-Thomières aufgelöst und dem späteren Erzbistum Montpellier angegliedert; die ehemalige Kathedrale wurde in den Rang einer Pfarrkirche herabgestuft.

## Architektur

### Außenbau

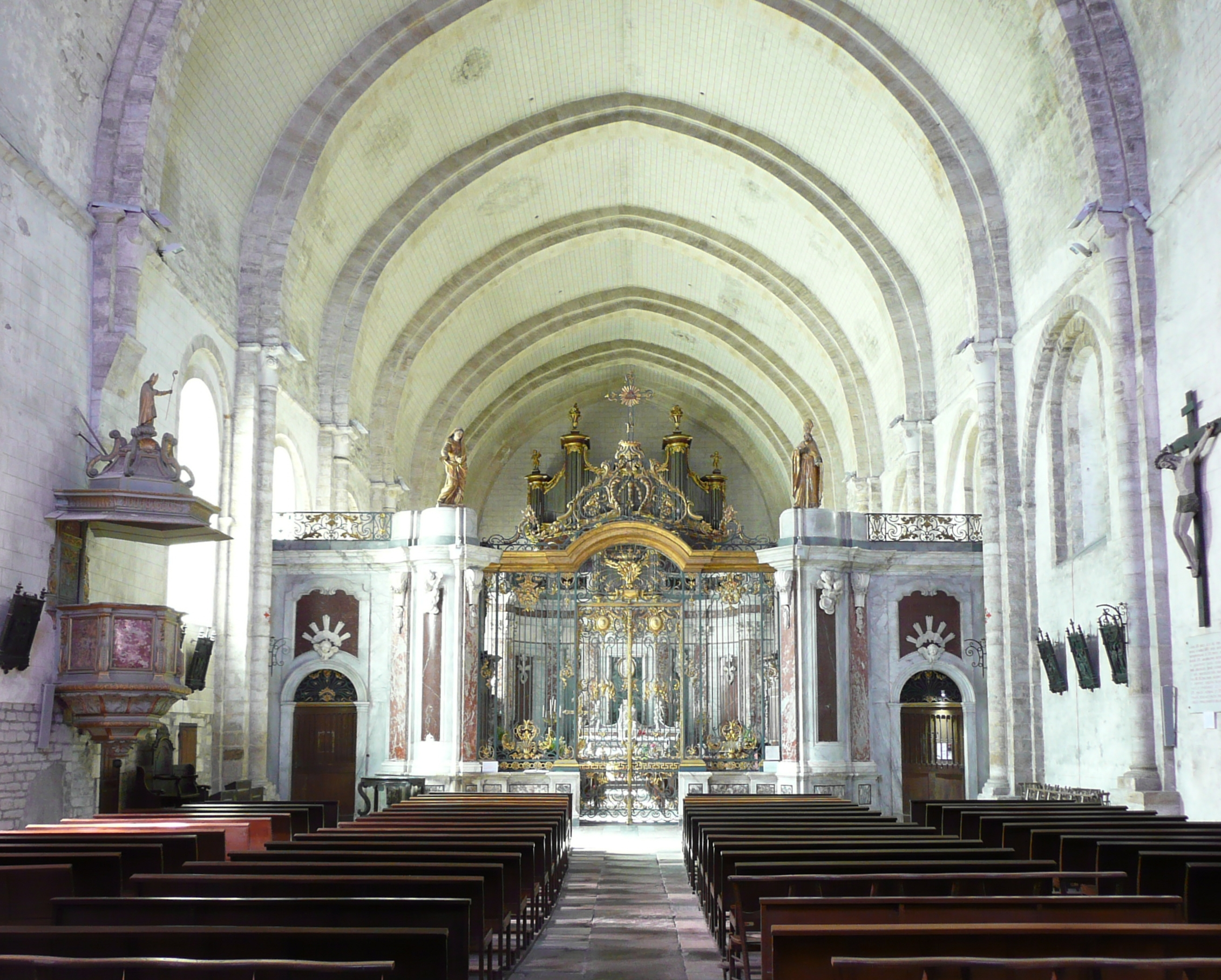
Kirchenschiff mit Westaltar, Orgel und Gitterschranke

Das ein Triumphbogenschema mit zwei seitlichen Blendportalen nachbildende ehemalige romanische Westportal zeigt ein mittleres Doppeltympanon mit den Darstellungen des Abendmahls bzw. der Himmelfahrt Christi (links) und der Kreuzigung (rechts). Sowohl der kompositorische Aufbau als auch der Figurenstil beider Tympana sind sehr einfach; viele Köpfe wurden entweder durch die Hugenotten oder während der Französischen Revolution abgeschlagen.
Süd- und Nordwand des Kirchenbaus werden von tiefenräumigen Arkaden stabilisiert, oberhalb derer jeweils ein Wehrgang mit Schießscharten verläuft. Diese gleichzeitig stabilisierenden und wehrhaften Hinzufügungen stammen aus der Zeit nach 1170, dem Jahr, als der Vizegraf von Béziers, Carcassonne und Albi Roger II. Trencavel die Abtei angriff. Der schmucklose Nordwestturm verfügt über eine durch einen Zinnenkranz erhöhte Brüstungsmauer; der oktogonale Spitzhelm zeigt Schindelimitationen.
Auf der Nordseite befindet sich ein durch einen Vorbau geschütztes romanisches Portal mit dekorativ gestalteten Archivoltenbögen. Die ursprünglich im Gewände eingestellten Säulen sind verschwunden; nur ihre Basen sind noch zu sehen. In den oberen seitlichen Zwickeln des Portals befinden sich allegorische Darstellungen von Sonne (links) und Mond (rechts).
Die im 18. Jahrhundert hinzugefügte und weitestgehend schmucklose Ostfassade ist im Stil des klassizistischen Barock gehalten. Lediglich die Portal- und Fensterrahmungen sind geringfügig profiliert. Das Portal schließt ab mit einer halbkreisförmigen Lünette.

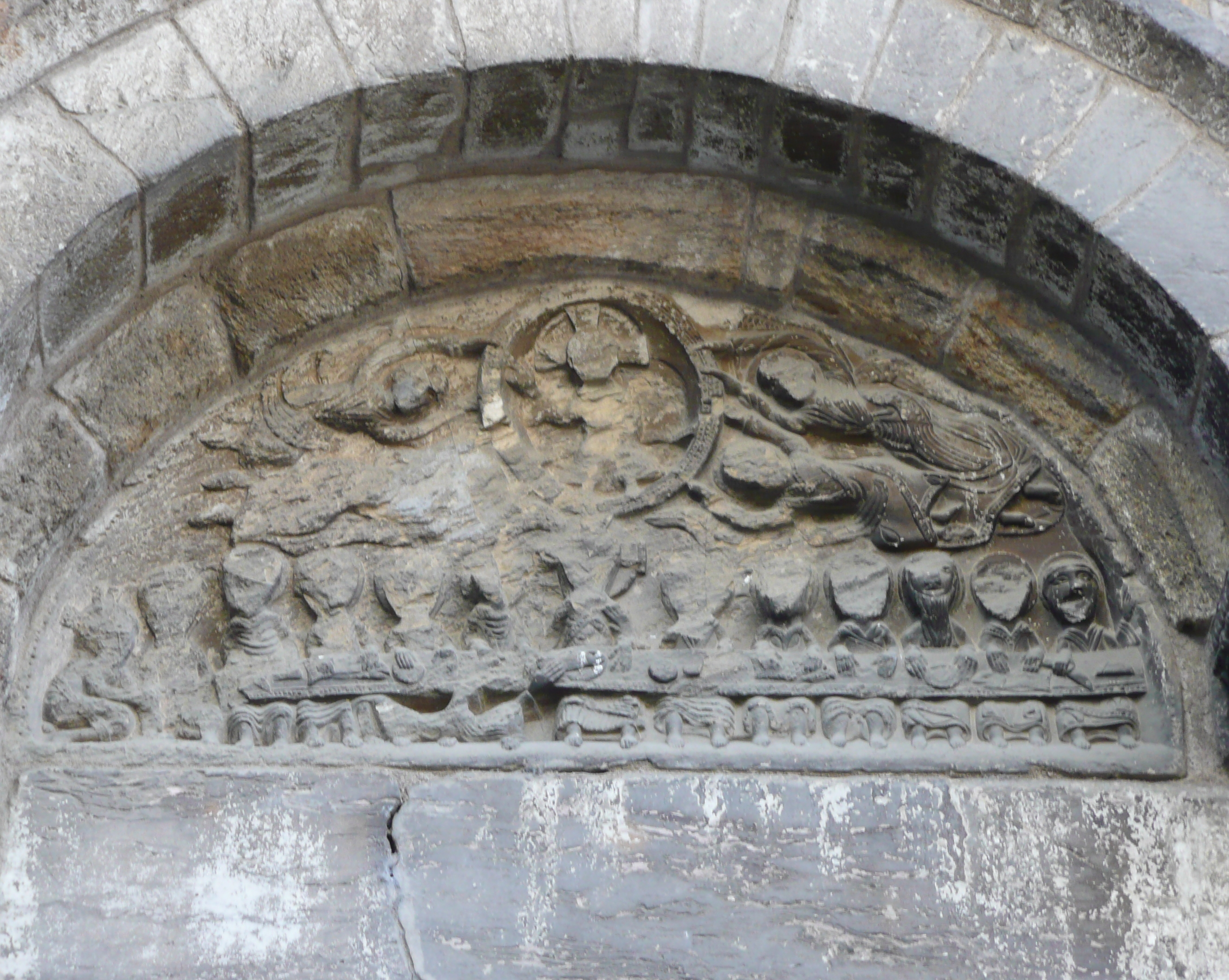
Abendmahl und Himmelfahrt
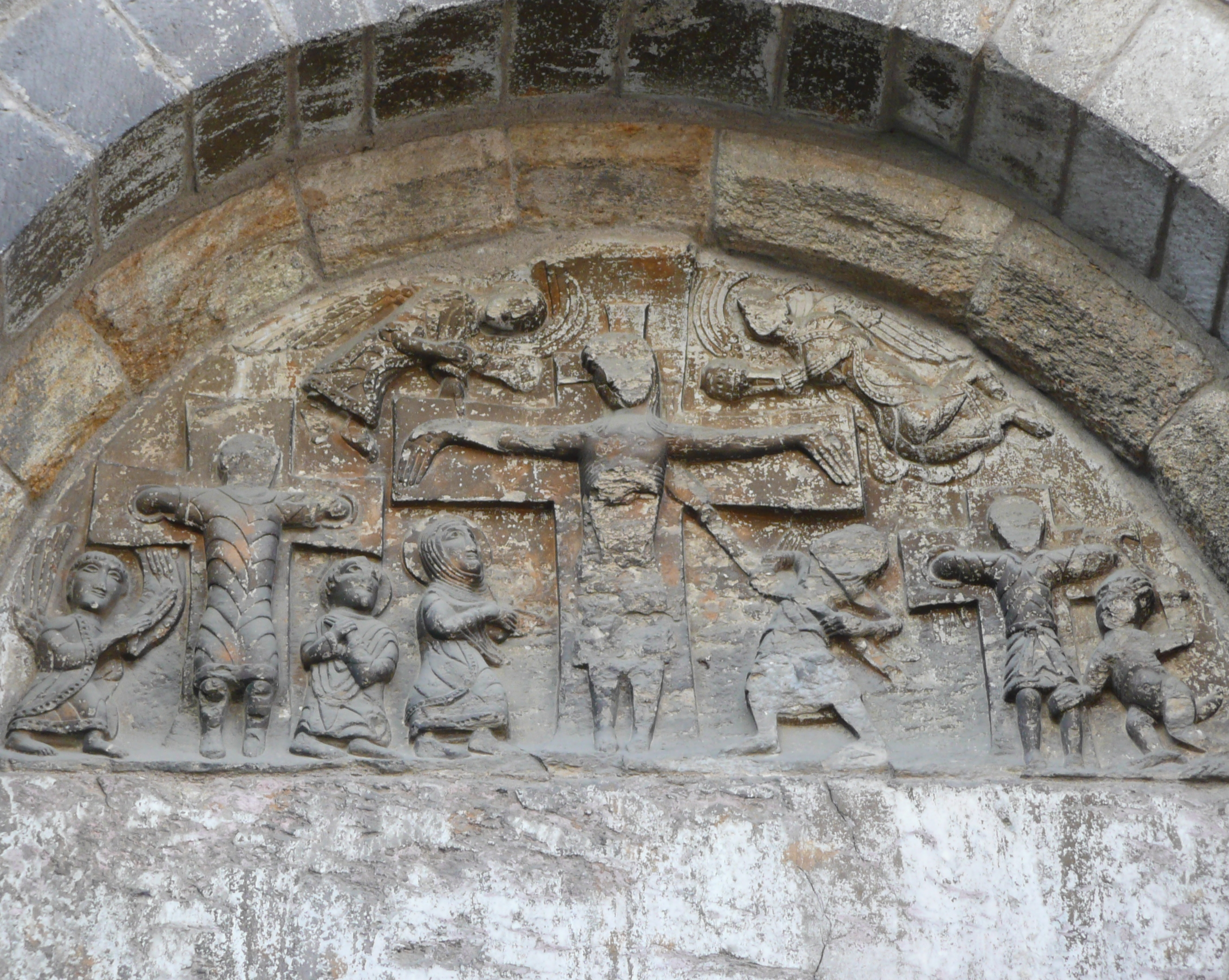
Kreuzigung
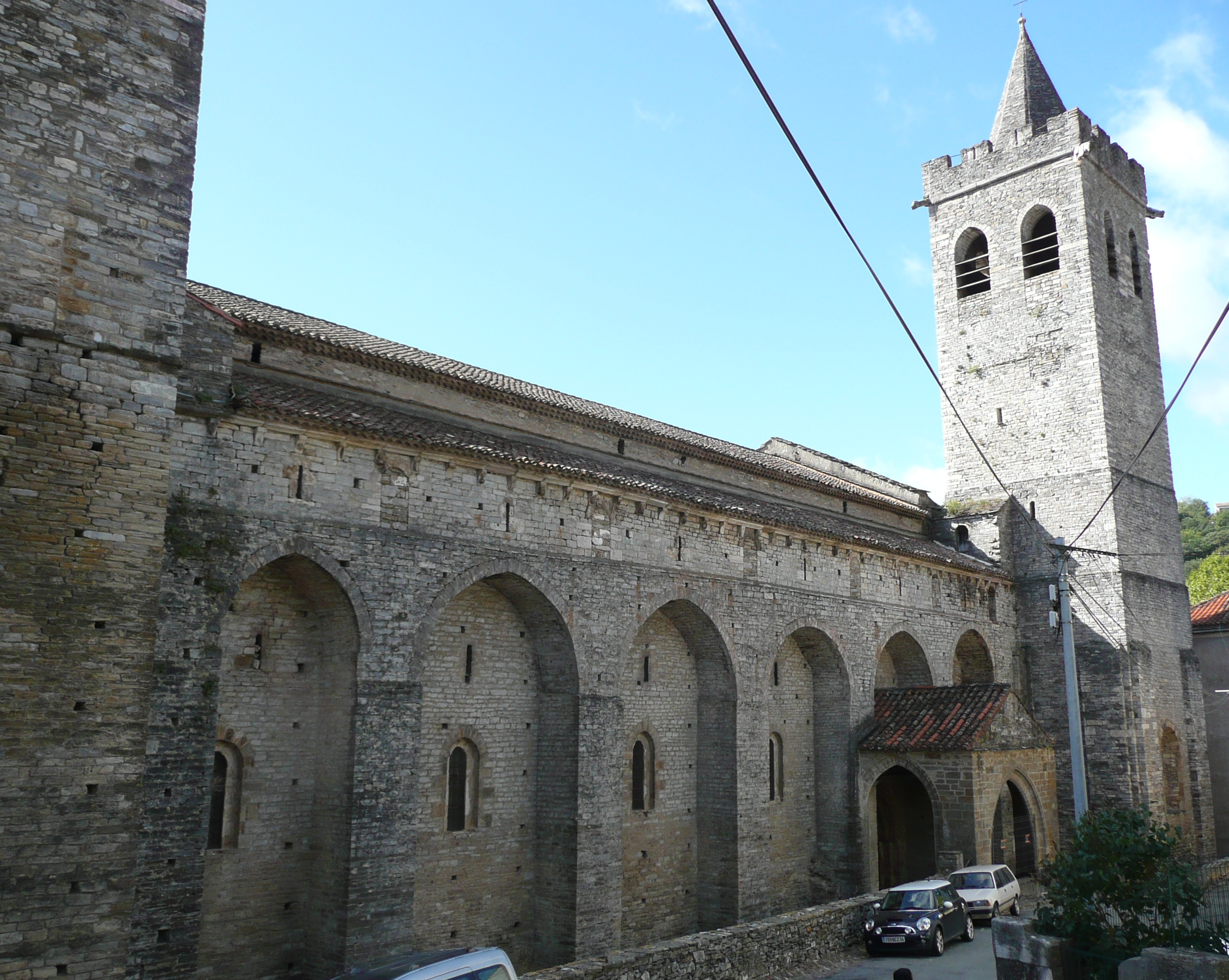
Nordseite
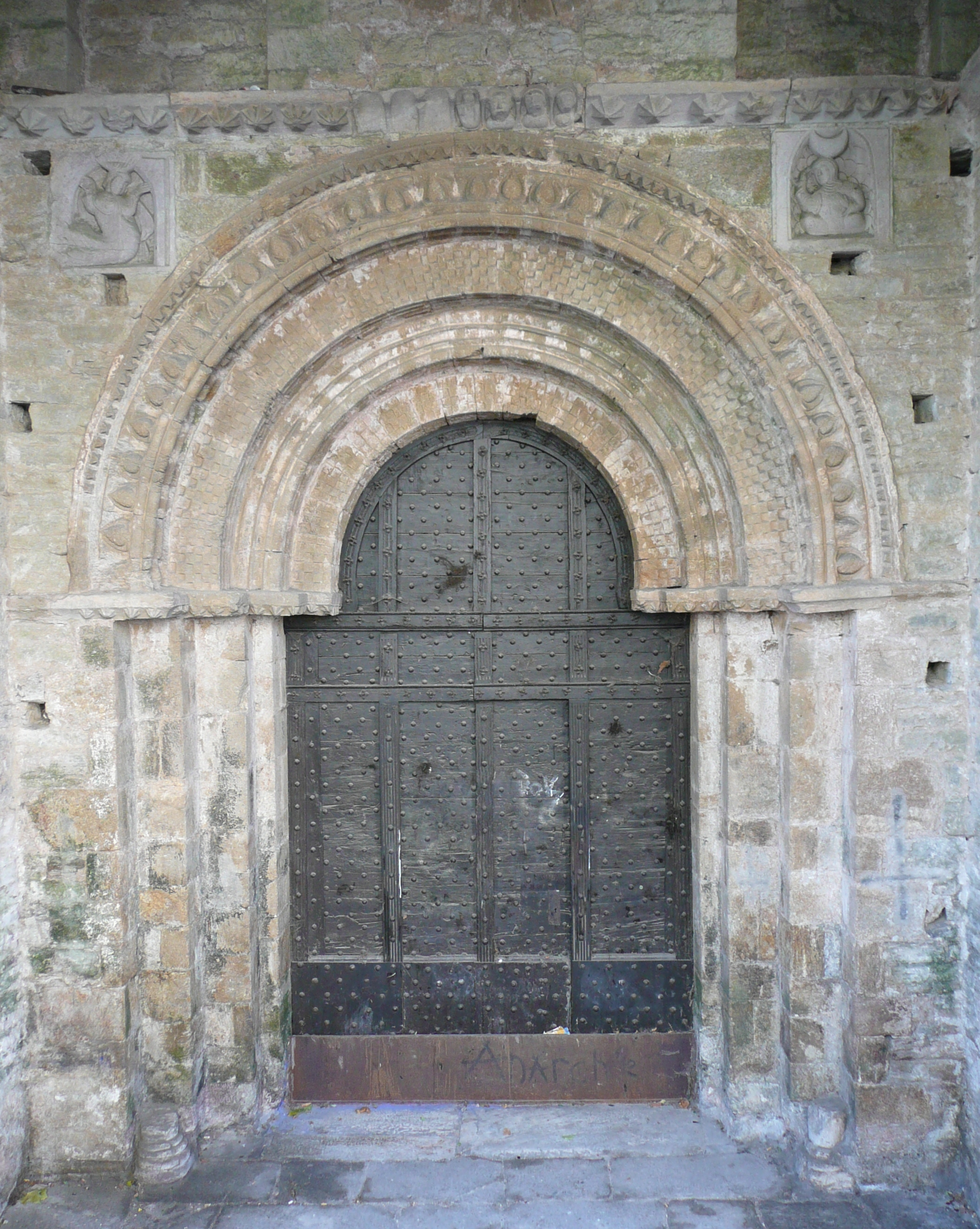
Nordportal
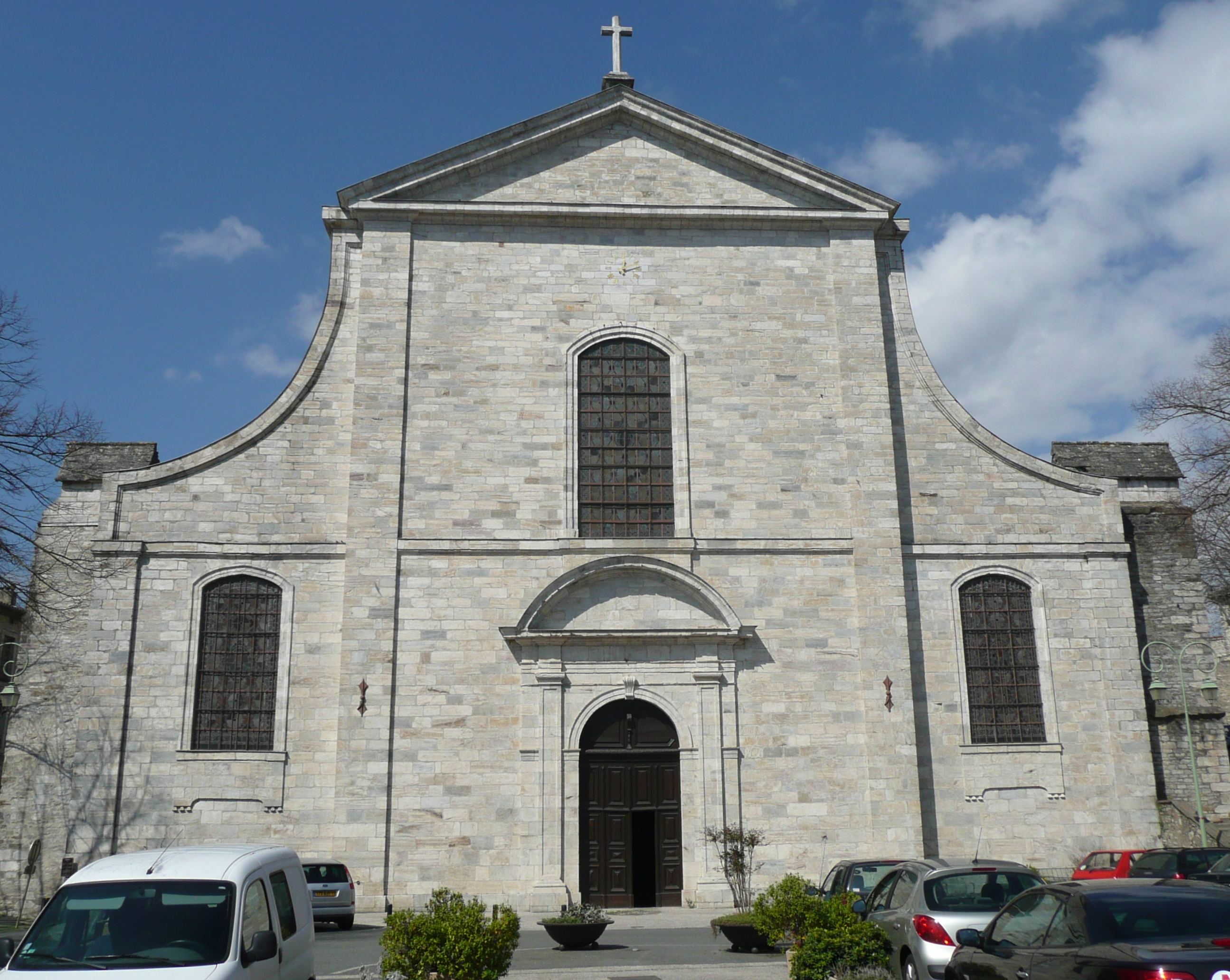
Ostfassade

### Inneres
Das ca. 15 m breite spätromanische Kirchenschiff ist von einem von Gurtbögen unterzogenen Spitztonnengewölbe überspannt; die Gurtbögen ruhen auf Pilastern mit gemauerten Halbsäulenvorlagen. Seitenschiffe sind nicht vorhanden; in der Zeit der Gotik wurden – inzwischen wieder verschwundene – Seitenkapellen angebaut und die Fenster vergrößert.

## Ausstattung
Dekorative Höhepunkte des Innenraums sind die aus verschiedenfarbigem Marmor gestaltete spätbarocke Chorschranke mit ihrem teilweise vergoldeten schmiedeeisernen Gitter und der dahinterliegende mit denselben Materialien gestaltete Altar. Die an der Südwand angebrachte Kanzel ist zwar stilistisch und farblich auf den Altar abgestimmt – jedoch ist sie aus farbig bemalten Hölzern gefertigt.

### Orgel

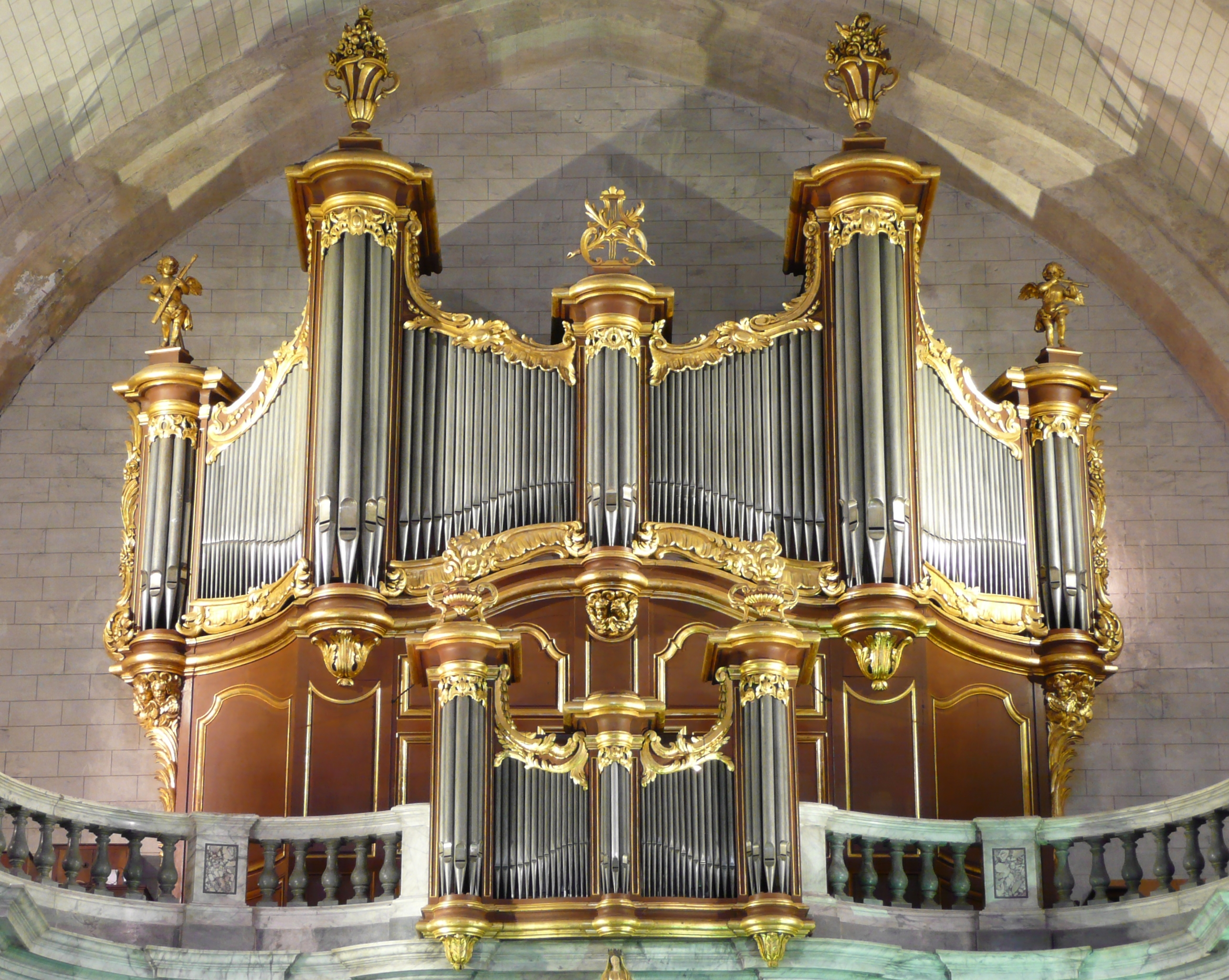
Orgel von 1772

Die Orgel wurde 1772 von den Orgelbauern Jean-Baptiste Micot und dessen Sohn erbaut. Im Laufe der Zeit wurde das Instrument mehrfach verändert und ergänzt; 1870 wurde das Récit mit einer Schwellvorrichtung ausgestattet. Trotzdem ist das Instrument bis heute weitgehend in dem Ursprungszustand erhalten.
| I Positif dorsal C, D–d3 |                |        |
| 1.                       | Bourdon        | 8′     |
| 2.                       | Montre         | 4′     |
| 3.                       | Flûte          | 4′–8′  |
| 4.                       | Nazard         | 2 ⁄3′  |
| 5.                       | Doublette      | 2′     |
| 6.                       | Tierce         | 1 3⁄5′ |
| 7.                       | Larigot        | 1 ⁄3′  |
| 8.                       | Fourniture III |        |
| 9.                       | Cymbale II     |        |
| 10.                      | Cromorne       | 8′     |

| II Grand Orgue C, D–d3 |                  |        |
| 11.                    | Bourdon-Montre   | 16′    |
| 12.                    | Montre           | 8′     |
| 13.                    | Bourdon          | 8′     |
| 14.                    | Prestant         | 4′     |
| 15.                    | Nazard           | 2 ⁄3′  |
| 16.                    | Doublette        | 2′     |
| 17.                    | Quarte de nazard | 2′     |
| 18.                    | Tierce           | 1 3⁄5′ |
| 19.                    | Fourniture IV    |        |
| 20.                    | Cymbale III      |        |
| 21.                    | Grand Cornet V   |        |
| 22.                    | Trompette        | 8′     |
| 23.                    | Voix humaine     | 8′     |
| 24.                    | Clairon          | 4′     |

| III Récit c1–d3 |           |    |
| 25.             | Cornet V  |    |
| 26.             | Trompette | 8′ |

| Pédale C, D–c1 |           |    |
| 27.            | Flûte     | 8′ |
| 28.            | Flûte     | 4′ |
| 29.            | Trompette | 8′ |
| 30.            | Clairon   | 4′ |